# El arte más íntimo
El arte más íntimo es la tercera novela de terror de Poppy Z. Brite. El protagonista de la historia es Andrew Compton, un convicto asesino en serie inglés homosexual, caníbal y necrófilo.

## Argumento
La historia se desarrolla alternando en cada capítulos el punto de vista de los cuatro personajes principales. Andrew Compton, un asesino en serie convicto (basado en la vida del asesino en serie Dennis Nilsen), consigue salir de su celda de la prisión como un hombre muerto en un trance cataléptico autoinducido y comienza una nueva vida. Su huida le lleva a French Quarter, en Nueva Orleans; un barrio apestado por bares decadentes y frívolos jóvenes que rondan los deliciosos oscuros rincones de una ciudad educada en el vudú en las artes oscuras. Buscando una víctima complaciente, encuentra a una persona afín en Jay Byrne, un artista decadente (basado en la vida real del asesino en serie Jeffrey Dahmer), que comparte sus mismos oscuros deseos: tortura, asesinato y canibalismo. Se fijan en Tran, un joven vietnamita fugitivo, como su víctima perfecta. Como la atracción de muchos años de Tran hacia Jay amenaza con llevarle directamente a su desaparición, el enajenado amante gay de edad avanzada de Tran, Lucas Ransom (famoso locutor de una radio pirata conocido como "Lush Rimbaud"), trata de encontrar y reunirse con él. El encuentro entre los cuatro propiciará un clímax escalofriante.
- Datos: Q4198895